# Aurora Batet Riello
Aurora Batet Riello   (Reus, 1936) és considerada una pionera en la història castellera. Es va iniciar en els castells amb els Xiquets de l'Eramprunyà i també va actuar amb les agrupacions Colla dels Xiquets de Valls, Colla de la Muixerra dels Xiquets de Valls i Colla Vella dels Xiquets de Valls, en els llocs d'aixecadora, dosos i quarts.
Va ser a Gavà on Aurora Batet havia començat a participar regularment en l'aixecament de castells. Josep Batet, el seu pare, va anar a Gavà amb tota la família per motius de feina, i hi treballà de contractista d'obres. Va ser així que va animar el jovent amb què treballava a formar part de la colla. Aurora Batet va participar-hi des dels set anys i fins als 14, entre 1947 i el 1951.
La colla dels Xiquets de l'Eramprunyà era la primera fundada fora de les comarques de Tarragona i va ser la primera amb una noia que hi actuava regularment. Els Xiquets de l'Eramprunyà es van dissoldre quan tres membres de la família Balcells (coneguts com els Boada), que eren fonamentals a la colla, van morir en un accident laboral.
Aurora Batet Riello ha rebut diversos reconeixements, com ser la Padrina dels Castellers de Gavà, o la presentadora de la Diada de la Festa Major de Sant Pere del 2015. El 2014 va rebre el reconeixement a la trajectòria festiva de Sant Joan, a Valls, com a pionera de les dones castelleres. El 2018 va rebre un homenatge al Prat de Llobregat, per recordar una actuació del 27 de setembre del 1948.
El 2024 va rebre la Creu de Sant Jordi.